# Полет 1363 на „Еър Онтарио“
Полет 1363 на „Еър Онтарио“ е редовен вътрешен пътнически полет от международното летище „Тъндърбей“, Тъндърбей, Онтарио, до международното летище „Уинипег Джеймс Армстронг Ричардсън“, Уинипег, Манитоба, с планирано междинно кацане в Драйдън, Онтарио, Канада, управляван от „Еър Онтарио“. На 10 март 1989 г. самолетът „Фокър F28-1000 Фелоушип“, който изпълнява полета, се разбива и разпада малко след излитане от регионалното летище „Драйдън“, което причинява смъртта на 21 от 65-те пътници и трима от четиримата членове на екипажа на борда, включително двамата пилоти.
Разследването установява, че самолетът се разбива само 49 секунди след излитане, защото не успява да достигне достатъчна височина, за да прескочи дърветата отвъд края на пистата, поради натрупване на лед и сняг по крилата. В доклад към съдебното разследване под ръководството на съдия Върджил П. Мошански пише че конкурентният натиск, причинен от търговската дерегулация, нарушава стандартите за безопасност и че много от небрежните практики и съмнителните процедури в индустрията поставят пилота в трудна ситуация. В доклада се посочва също, че самолетът не трябва да се зарежда с гориво на летище, което не разполага с подходящо оборудване, и че нито обучението, нито ръководството предупреждават пилота в достатъчна степен за опасностите от лед по крилата.
Друга причина за инцидента е забавянето на промените в процедурите за обезледяване, които са посочени в доклад с особено мнение относно катастрофата при полет 1285R на „Ароу Еър“ през 1985 г., при който вероятно поради натрупване на лед по крилата машината се разбива. След катастрофата в канадските авиационни разпоредби са направени значителни промени. Те включват нови процедури относно зареждането с гориво и обезледяването, както и много нови разпоредби, които целят да подобрят общата безопасност на всички бъдещи полети в Канада.